# 경주 양동 무첨당
경주 양동 무첨당(慶州 良洞 無忝堂)은 대한민국 경상북도 경주시 양동마을에 있는 조선시대 건축물로 회재 이언적 종가(宗家) 종택(宗宅)이다. 1964년 11월 14일 대한민국의 보물 제411호로 지정되었다.

## 개요
조선시대 성리학자이며 문신이었던 회재 이언적(1491∼1553)선생 종가의 일부로 조선 중기에 세운 건물이다.
앞면 5칸·옆면 2칸 규모로 건물 내부를 세 부분으로 구분하여, 가운데 3칸은 대청이고 좌우 1칸씩은 온돌방이다. 대청은 앞면 기둥 사이를 개방하고 누마루에서도 대청을 향한 쪽은 개방되어 있으며, 뒤쪽과 옆면은 벽을 쳐서 문짝을 달았다. 평면은 ㄱ자형을 띠고 있고 둥근기둥과 네모기둥을 세워 방과 마루를 배치하고 있다.
이 건물의 기능은 상류주택에 속해있는 사랑채의 연장 건물로 손님접대, 쉼터, 책읽기를 즐기는 따위의 여러 용도로 쓰이던 곳이다.
소박하면서도 세련된 솜씨를 보여주고 있으며 별당건축의 기능에 충실하게 지은 건축물로 회재 이언적 선생의 유물을 보관하고 있다. 

## 사진

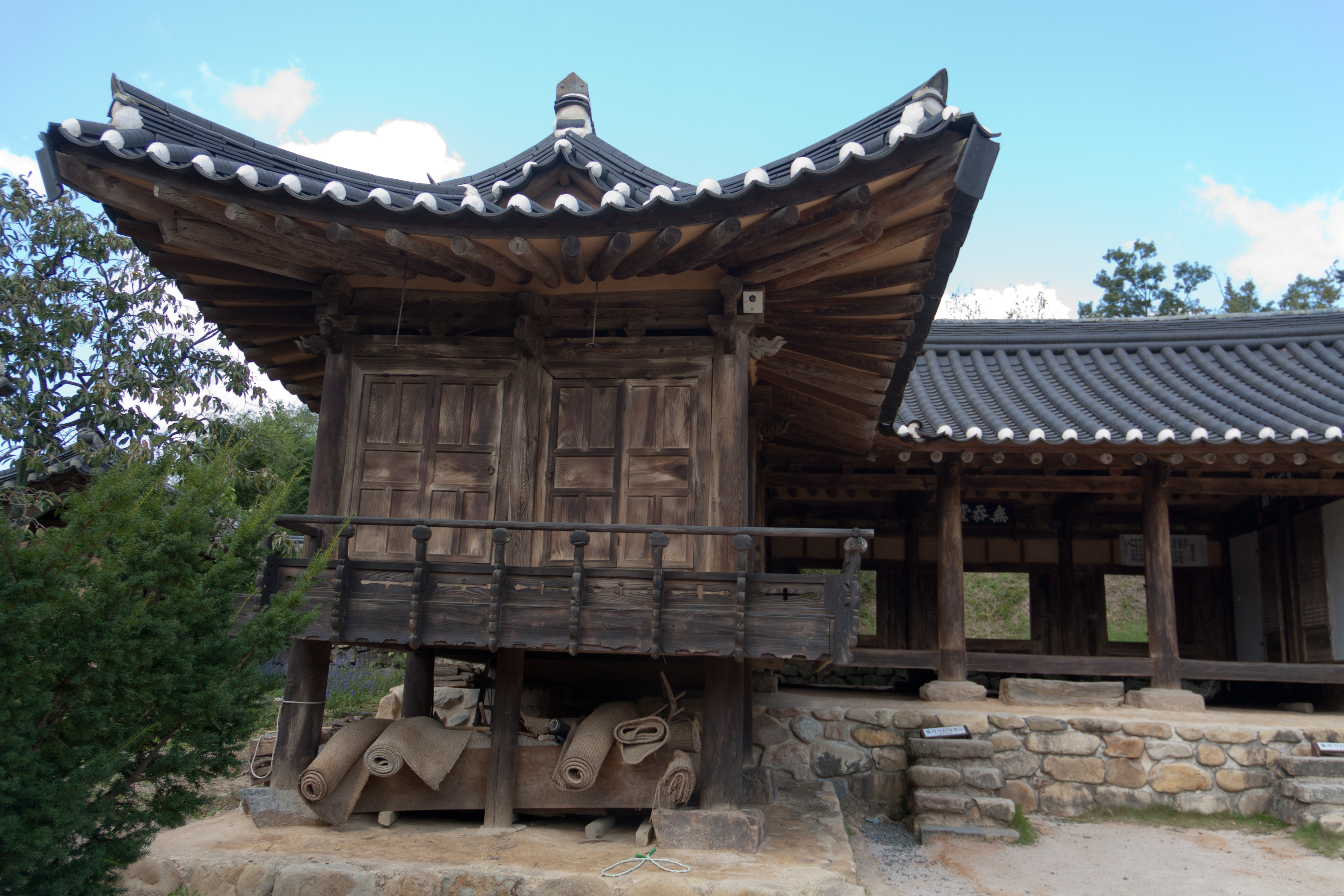
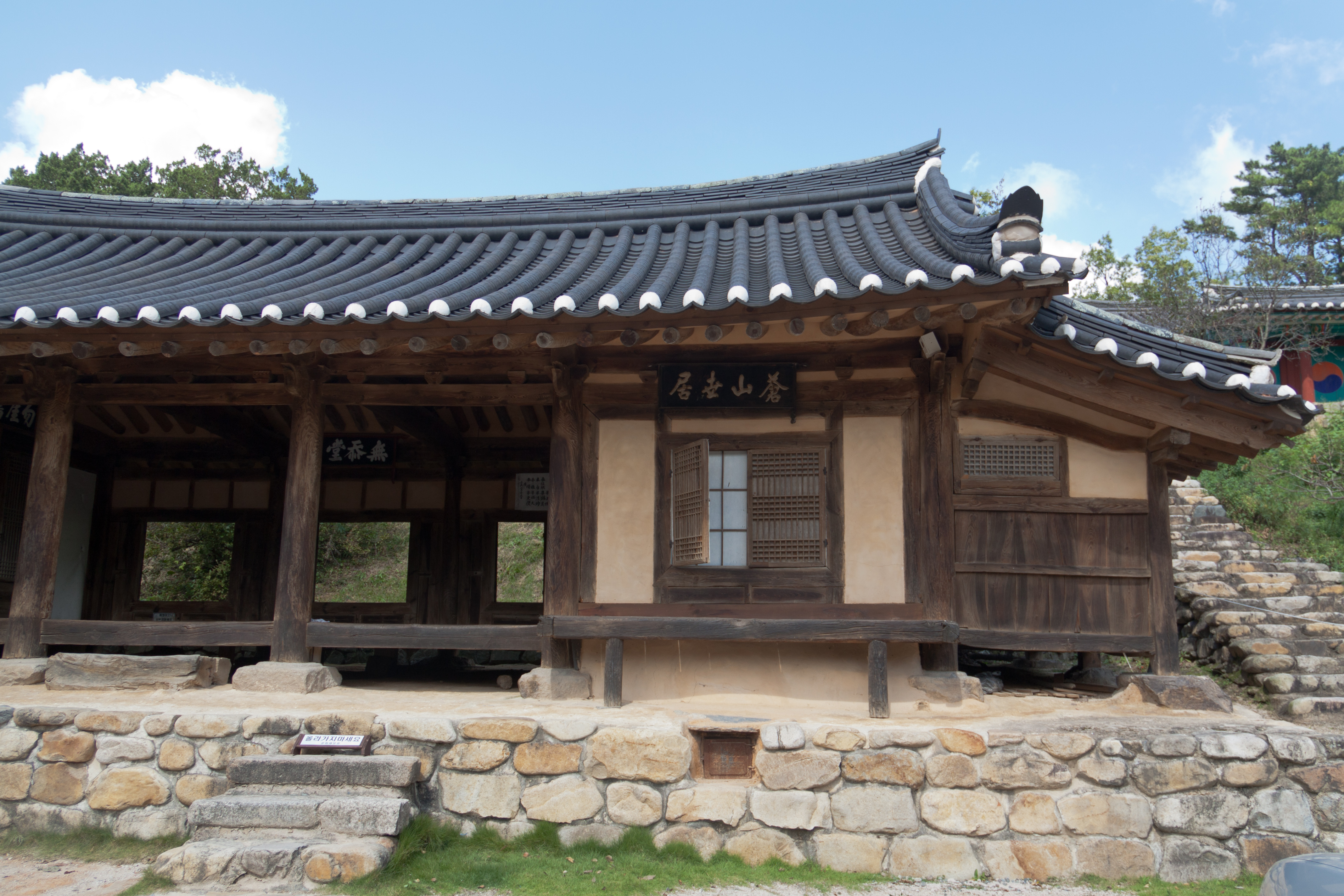

## 같이 보기
- 양동마을
- 이언적

## 참고 자료
- 경주 양동 무첨당 - 국가유산청 국가유산포털